# Bissulfito de sódio
Hidrogenosulfito de sódio ou bissulfito de sódio é um composto químico com a fórmula NaHSO3. Bissulfito de sódio é um aditivo alimentar com número E E-222. Bissulfito de sódio em contato com alvejante de cloro (solução aquosa de hipoclorito de sódio) irá produzir vapores nocivos.

## Produção
O bissulfito de sódio é obtido industrialmente pelo borbulhamento de gás dióxido de enxofre, na proporção de 7 a 8%, através de "águas mães" (soluções resultantes) de processos químicos anteriores, que tenham em solução um pequeno teor de bissulfito de sódio em suspensão numa quantidade significativa de carbonato de sódio.
2 NaHSO3 + 2 Na2CO3 + 2 H2O + 4 SO2 → 6 NaHSO3 + 2 CO2
O produto é obtido na forma de uma suspensão concentrada, que é removida da fase liquida mediante processo de centrifugação. O produto comercial seco é composto, predominantemente, na verdade, de metabissulfito de sódio (Na2S2O5) (também chamado de (pirossulfito de sódio), que é derivado desidratado de duas moléculas do bissulfito.
2 NaHSO3 → Na2S2O5 + H2O

## Usos

### Usos em síntese
O bissulfito de sódio encontra aplicação na indústria seja na forma de suas soluções seja na forma de sólido.
Em química orgânica bissulfito de sódio tem vários usos. Forma aducto de bissulfito com grupos aldeídos com certas cetonas cíclicas a um ácido sulfônico.
Esta reação tem limitado valor em síntese mas é usada em procedimentos de purificação de aldeídos contaminados em uma solução precipita o aducto de bissulfato o qual pode ser isolado por filtração. Uma reação reversa se dá na presença de uma base como o bicarbonato de sódio ou hidróxido de sódio e o bissulfito é liberado como dióxido de enxofre.
Um exemplo simples deste tipo de reação se dá com o formaldeído:
{\displaystyle \mathrm {HCHO+NaHSO_{3}\ \longrightarrow \ HO{-}CH_{2}{-}SO_{3}Na} }
Exemplos de tais procedimentos são descritos para benzaldeído, tetralona, citral, o éster etílico do ácido pirúvico e glioxal. Na reação de expansão do anel da ciclohexanona com diazald, a reação do bissulfito é descrita de ser hábil em diferenciar entre o produto primário de reação da cicloheptanona e o principal contaminante ciclooctanona.
Outro importante uso de bissulfito de sódio em síntese orgânica é como um mediano agente redutor em particular em processos de purificação. Ele pode eficientemente remover traços ou excessos de cloro e hipocloritos, bromo, iodo, ésteres osmatos, trióxido de cromo e permanganato de potássio.
Um terceiro uso do bissulfito de sódio é como um agente de descoloração em processos de purificação obviamente porque pode reduzir fortemente agentes oxidantes coloridos e alcenos e compostos de carbonila.
O bissulfito de sódio é um ingrediente chave na reação de Bucherer. Nesta reação um grupo hidroxila aromático é substituído por um grupo amina aromático e vice versa porque esta é uma reação química reversível. O primeiro passo desta reação é uma reação de adição de bissulfito de sódioa uma ligação dupla aromática. A síntese de carbazola de Bucherer é uma reação orgânica relacionada.

### Usos na indústria de alimentos
Bissulfito de sódio é usado em quase todos os vinhos comerciais, para prevenir a oxidação e preservar o sabor. Em frutas enlatadas. é usado para prevenir a cor marrom causada por oxidação e como microbicida.
No caso da fabricação de vinhos, o bissulfito de sódio produz desprendimento de dióxido de enxofre quando adicionado à água ou produtos contendo água. O dióxido de enxofre matará leveduras, fungos e bactérias no suco de uvas antes da fermentação. Quando os níveis de dióxido de enxofre tiverem decaído (em aproximadamente 24 horas), leveduras novas são adicionadas para fermentação, então controlada e selecionada.
Outra utilização do cissulfito é como sequestrante de oxigênio no tratamento de água para reduzir o potencial de corrosão desta. O efeito se dá pela oxidação do radical sulfito (SO3•) para sulfato (SO4•).
É também finalmente adicionado no engarrafamento de vinho para prevenir oxidação (a qual produz vinagre), e para proteger a cor do vinho da oxidação, a qual causa cor castanha. O dióxido de enxofre remove oxigênio na garrafa e dissolvido no vinho. Vinho oxidado pode tornar-se alaranjado ou castanho, e passar a apresentar sabor de uvas secas (passas) ou xarope para a tosse.
O bissulfito de sódio também é utilizado em pescados para evitar o escurecimento enzimático, deve-se mergulhar o pescado em solução de 1,25% de bissulfito para o total de água por no maximo 1 minuto.

## Sequenciamento de DNA por bissulfito
Bissulfito de sódio é usado na análise do status da metilação de citosinas em DNA.
Nesta técnica, os bissulfitos de sódio deaminatos de citosina em uracil, mas não fazem efeito de 5-metilcitosina, uma forma metilada de citosina com um grupo metila ligado ao carbono 5.
Quando o DNA tratado pelo bissulfito é amplificado via reação em cadeia da polimerase, a uracila é amplificada como timina e as citosinas metiladas são amplificadas como citosina. As técnicas de sequenciamento de DNA são então usadas para ler a sequência de DNA tratado pelo bissulfito. Estas citosinas são lidas como citosinas após as citosinas metiladas serem sequenciadas, enquanto que as lidas como timinas representam citosinas não metiladas no DNA genômico.